# Sadnikarjev muzej
Sadnikarjev muzej je prvi zasebni muzej v Sloveniji, ki ga je že leta 1893 ustanovil kamniški veterinar Josip Nikolaj Sadnikar. V njem je zbranih nad 1500 predmetov, med njimi pa prevladujejo srednjeveško hladno orožje, sakralni predmeti, stari ključi, stilno pohištvo, porcelan, barvasti in brušeni kozarci, dragocene slike in kipi ter druga umetniška dela (knjige, ure, svetila, …).